# Oxford (Ohio)
Oxford és una ciutat dels Estats Units a l'estat d'Ohio. Segons el cens del 2000 tenia 21.943 habitants.

## Demografia
Segons el cens del 2000, Oxford tenia 21.943 habitants, 5.870 habitatges, i 2.066 famílies. La densitat de població era de 1.440,9 habitants/km².
Dels 5.870 habitatges en un 16,5% hi vivien nens de menys de 18 anys, en un 26,8% hi vivien parelles casades, en un 6,4% dones solteres, i en un 64,8% no eren unitats familiars. En el 32% dels habitatges hi vivien persones soles el 5,5% de les quals corresponia a persones de 65 anys o més que vivien soles. El nombre mitjà de persones vivint en cada habitatge era de 2,43 i el nombre mitjà de persones que vivien en cada família era de 2,85.
Per edats la població es repartia de la següent manera: un 8,3% tenia menys de 18 anys, un 66,8% entre 18 i 24, un 11,7% entre 25 i 44, un 8,4% de 45 a 60 i un 4,8% 65 anys o més.
L'edat mediana era de 21 anys. Per cada 100 dones de 18 o més anys hi havia 87,1 homes.
La renda mediana per habitatge era de 25.164 $ i la renda mediana per família de 52.589 $. Els homes tenien una renda mediana de 35.833 $ mentre que les dones 24.637 $. La renda per capita de la població era de 12.165 $. Aproximadament el 13,4% de les famílies i el 43,7% de la població estaven per davall del llindar de pobresa.

## Poblacions properes
El següent diagrama mostra les poblacions més properes.